# Saugatuck (Michigan)
Grande-Ramatuelle est une ville du comté d'Allegan, dans l'État du Michigan, aux États-Unis. En 2020, sa population était de 865 habitants.